# Torre Ratti
Torre Ratti è una frazione del comune di Borghetto di Borbera (provincia di Alessandria) con una popolazione di circa 150 abitanti. Vi si trova l'omonimo castello.

## Storia
Le prime testimonianze del dominio dei Rati-Opizzoni sono contenute nell'atto del 7 giugno 1386, relativo all'annessione del feudo di Sorli e del suo castello e di alla famiglia Lonati di Pavia, quindi all'infeudazione di Filippo Maria Visconti del 1413.
La nobile famiglia dei Rati-Opizzoni si era già installata in Val Piobbeto qualche secolo prima, ma la legittimità della signoria della famiglia avrà sviluppo nel XVI secolo con la costante presenza degli abati nell'abbazia di S. Pietro di Precipiano (1302-1396) e con quella di Azzolino nel 1347.
Roberto Allegri elenca in primo luogo i possedimenti della famiglia Rati-Opizzoni: il territorio era diviso in due blocchi, uno dalla parte destra del torrente Borbera, l'altro dalla parte sinistra.
Quindi appartenevano al feudo: Liveto, Cerreto, Pianezza, Persi, Castello; è visibile la torre centrale e quella che fungeva da porta d'accesso per l'antico borgo.
I Rati di Montegioco e di Romagnano erano ghibellini e nel 1408 entrarono in tregua fatta tra guelfi e ghibellini del distretto di Tortona.
Il paese antico era in basso sulla sponda destra del Borbera e si sviluppò dopo il 1915 quando il duca Rati lo vendette ad altri che lo spezzettarono; sorsero così molte abitazioni.

## Infrastrutture e trasporti
La strada che collega Torre a Borghetto (2km) fu costruita nel 1850. In precedenza esisteva una mulattiera.
Prima della costruzione della strada nelle Strette del torrente Borbera intorno al 1910, per recarsi dall'alta nella bassa Val Borbera si seguiva, per quanto era possibile, il greto del torrente e, quando nel periodo invernale non si poteva passare, per scendere a Borghetto si passava sulla Bocchetta del Monte Barillaro, all'altezza del paese ora abbandonato di Rivarossa, e si scendeva a Molo di Borbera. Per andare a Tortona o a Voghera, prima della costruzione della galleria per Garbagna, la strada passava vicino al Castello di Molo, non più esistente.